# Rue Eugène-Freyssinet
La rue Eugène-Freyssinet est une voie piétonnière du quartier de la Gare, dans le 13e arrondissement de Paris (France).

## Situation et accès
La rue fait le lien entre le boulevard Vincent-Auriol, le parvis Alan-Turing et la place Grace-Murray-Hopper. Elle est parallèle à la rue Louise Weiss.
La rue est desservie par les lignes 6 à la station Chevaleret et 14 à la station Bibliothèque François-Mitterrand.

## Origine du nom
Elle porte le nom de l'ingénieur français Eugène Freyssinet (1879-1962), créateur de la Halle Freyssinet, qui héberge aujourd'hui la station F.

## Historique
La voie est créée dans le cadre de l'aménagement de la halle Freyssinet sous le nom de « voie GL/13 ». Son nom lui est donné en 2017 au conseil du 13e arrondissement,.

## Bâtiments remarquables et lieux de mémoire
- La halle Freyssinet, dans laquelle se trouve Station F
- La Bibliothèque nationale de France - François Mitterrand